# Мухаметшина, Раиса Минигатовна
Раиса Минигатовна Мухаметшина (род. 25 декабря 1946, Москва, СССР) — советская и российская артистка эстрады, певица и актриса, мастер пародийного жанра. Заслуженная артистка Российской Федерации (1999).

## Биография
Родилась 25 декабря 1946 года в Москве.
Окончила школу с физико-математическим уклоном. После неудачной попытки поступить в ГИТИС устроилась работать воспитательницей в детском саду, а затем поступила в полиграфический техникум. По окончании техникума стала корректором в издательстве. Артистическую карьеру начала в Центральном Доме работников искусств, — была принята в группу «Первый шаг», которой руководили Александр Львович и Валентина Митрофановна Днепровы. Первым успехом начинающей исполнительницы стал пародийный номер, в котором она пела «под Шульженко» и «под Русланову».
Приобретя опыт в Центральном Доме работников искусств, Раиса Мухаметшина смогла поступить в ГИТИС — на факультет режиссёров эстрады. После защиты диплома осталась в ГИТИСе, поступив в аспирантуру по специальности «режиссура эстрады». Завершила обучение в аспирантуре в 1979 году.
С января 1973 года стала выступать на эстраде в жанре пародии, сочетая выступления с режиссёрской и постановочной деятельностью.
- 1979—1986 — режиссёр-постановщик номеров в ВТМЭИ. Осуществила постановку более 50 номеров разговорного жанра для артистов из нескольких филармоний страны.
- С января 1986 года — артистка Москонцерта. Номера Мухаметшиной отличает сочетание безукоризненной имитации голосов популярных артисток с умением подметить их творческие особенности (включая и недостатки); артистичная, с веселой иронией передача манеры их исполнения. Пародии представлены в форме музыкальных фельетонов, имеющих свою тему и сюжетную линию. «Берегите мужчин» (авт. Я. Хоречко), «Артисты о пародистах» (авт. А. Левин, Г. Териков) — характерные примеры таких номеров.
- С января 1990 года вводит в музыкальные фельетоны популярные песни прошлых лет и романсы. Таков например музыкальный фельетон «Старые песни», включающий биографические сюжеты о Л. Руслановой, К. Шульженко, Л. Орловой, И. Юрьевой, Э. Утесовой в сочетании с фрагментами имитационного исполнения их известных песен.
- 1994 — исполнила музыкальную новеллу о творчестве А. Д. Вяльцевой, сочетающую рассказ о певице с имитацией её песен.
- 1999 — выпустила программу «Наедине со звездами», в которой исполнила музфельетоны, юморески и музпародии на известных эстрадных исполнителей, имитируя их голоса.
- 2000 — документальный моноспектакль «Анастасия Вяльцева — чайка русской эстрады». В моноспектакле Раисой Мухаметшиной представлена череда фрагментов из жизни Вяльцевой с детства и до кончины; рассказ сочетается с изображением образа Вяльцевой и её окружения. Мухаметшина исполняет 18 романсов из репертуара Вяльцевой, имитируя голос и творческую манеру.

Вместе с Владимиром Винокуром вела передачу на радио «Ты, я и песня», в которой часто заводили хиты таких модных ВИА, как «Земляне», «Поющие сердца», «Лейся, песня» и др. 18 лет проработала на радио в программе «Доброе утро», много снималась, 7 лет гастролировала с сольной программой. Принимала участие в таких передачах как «Кривое зеркало» и «Аншлаг».

## Объекты пародий
- Белла Ахмадулина[1]
- Нани Брегвадзе[2][3]
- Людмила Гурченко[1][4][5]
- Татьяна Доронина[2][3][4][5]
- Алла Пугачева[1][2][5][6]
- Эдита Пьеха
- Клара Румянова[5][7]
- Лидия Русланова
- Тамара Синявская[1][8]
- Валентина Толкунова[4]
- Клавдия Шульженко[3][4]

## Награды
- Лауреат Всероссийского конкурса артистов эстрады (1973).
- Заслуженная артистка России (1999).

## Фильмография
- 1988 — Долой коммерцию на любовном фронте

### Аниматор
- 1978 — Как тоску одолели

### Озвучивание мультфильмов
- 1984 — Крем-брюле
- 1984 — Подарок для слона
- 1984 — Встречайте бабушку
- 1985 — 38 попугаев. Великое закрытие
- 1987 — Исчезатель
- 1987 — Щенок и старая тапочка
- 1990 — Почему куры денег не клюют

### Дубляж
- 1991 — Чип и Дейл спешат на помощь — Гайка (дубляж телевизионной студии кинопрограмм ЦТ 1990—1991)
- 1992 — Приключения в королевстве — Лолли (дубляж корпорации «Видеофильм» по заказу Христианской телерадиокомпании)
- 1993 — Мой маленький пони (2x2)